# Dermatomyositis

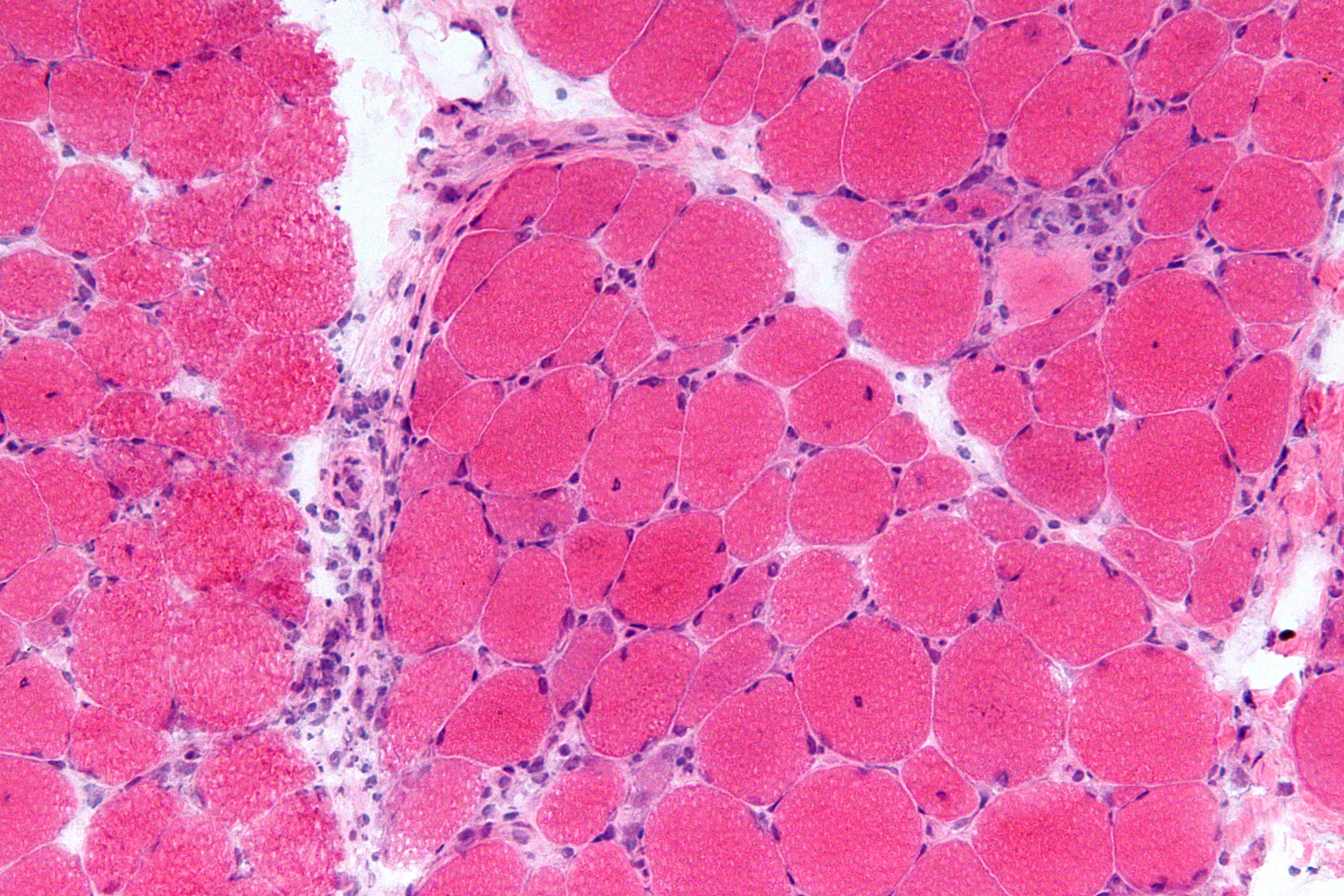
Mikrofoto von Dermatomyositis. HE-Färbung.

Die Dermatomyositis (DM, auch Lilakrankheit, Wagner-Unverricht-Syndrom) ist eine idiopathische Myopathie (Muskelerkrankung) bzw. Myositis (Muskelentzündung) (Idiopathische entzündliche Myopathie) mit Hautbeteiligung und gehört zur Gruppe der entzündlich-rheumatischen Erkrankungen, speziell der Kollagenosen. Ist nur die Muskulatur betroffen, so spricht man in der Regel von einer Polymyositis (PM). Aktuelle Studien zur Pathogenese der DM und PM widersprechen sich. Da noch nicht gesichert ist, ob DM und PM die gleiche Pathogenese haben, wird im Folgenden die Dermatomyositis getrennt besprochen und auf die Polymyositis sei nur verwiesen.
Die Erkrankung ist selten und kann in jedem Lebensalter auftreten. Das Häufigkeitsmaximum ist das 50. Lebensjahr, Frauen sind öfter betroffen als Männer (Gynäkotropie 2:1). Bei Kindern liegt das Altersmaximum bei vier bis zwölf Jahren. Bei Haushunden tritt die Dermatomyositis nahezu ausschließlich bei Welpen und Junghunden auf.
Sie wurde von Ernst Leberecht Wagner (1821–1888) 1863 beschrieben (Polymyositis (Wagner)) und weiter von Heinrich Unverricht (Dermatomyositis (Unverricht)) untersucht.

## Dermatomyositis des Menschen

### Paraneoplastische Dermatomyositis
Ungefähr 50 % der Dermatomyositiden sind mit Tumoren assoziiert. Besonders hervorzuheben sind dabei Ovarialkarzinome. Es ist deswegen nötig, bei neu aufgetretener Dermatomyositis nach Tumoren zu suchen. Allerdings ist der zeitliche Bezug zum Auftreten der Dermatomyositis zu dem des Tumors extrem variabel – die Haut- und Muskelerkrankung kann dem Tumor sowohl vorausgehen, als auch nachfolgen oder sich zeitgleich manifestieren. In manchen Fällen kann das Wiederauftreten einer Dermatomyositis nach zwischenzeitlicher Heilung von einem Tumor dessen Rezidiv, d. h. Wiederkehr, anzeigen. Die im Rahmen einer Neoplasie auftretende Dermatomyositis ist nach Entfernung der Neoplasie vollständig reversibel.

### Juvenile Dermatomyositis
Die Juvenile DM stellt sich als multisystemische Erkrankung mit Muskelschwäche (meist proximal) und -schmerzen sowie typischen Hautveränderungen dar.
Eine Ursache ist bis heute nicht bekannt, es wird jedoch vermutet, dass durch Viren eine Autoimmunisierung ausgelöst wird (v. a. Coxsackie-Viren stehen in Verdacht), durch welche es mitunter zu einer Vaskulitis kommt.

#### Klinik
- Muskelschwäche (stets symmetrisch, sowie hauptsächlich proximal, also bei Schulter- und Beckenmuskulatur), Muskelschmerzen
- Hautveränderungen:
  - Effloreszenzen: lilafarbene ödematöse Erytheme, v. a. der Lider, im Gesicht (Schmetterlingserythem) und am Rumpf.
  - Rötliche Flecken an der Außenseite der Oberarme sind als „Sleeve Sign“ („Ärmel-Zeichen“) bekannt.[2]
  - Schwellungen und Rötungen, sowie später Hautatrophien findet man an den Fingergelenkstreckseiten („Gottron-Papeln“)
  - Rötungen, Papeln und Pusteln in den Handinnenflächen werden als „inverse Gottron-Papeln“ bezeichnet[2]
  - Teleangiektasien an den Fingernägeln
- Vaskulitis: durch die Vaskulitis kann es zu Ulzera des Darms und dadurch zu einer Perforation kommen.
- Organbeteiligungen von Herz (Perimyokarditis), Lunge (Lungenentzündung), Leber (Vergrößerung), Milz (Vergrößerung) sowie des Zentralnervensystems sind möglich.

Erytheme bei Dermatomyositis
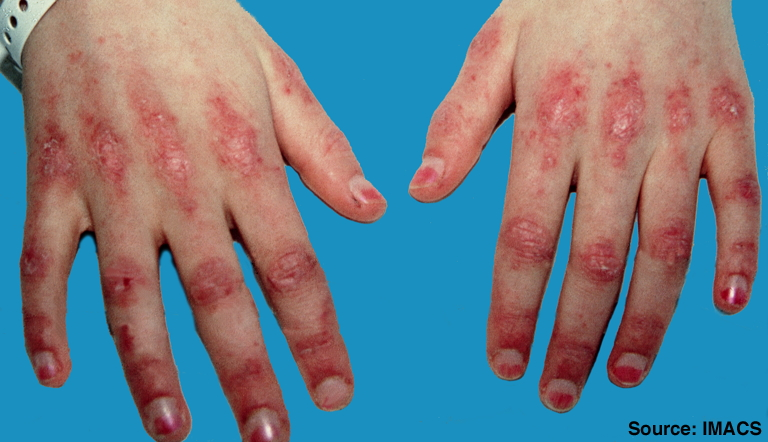
Gottron-Papeln der Fingergelenke
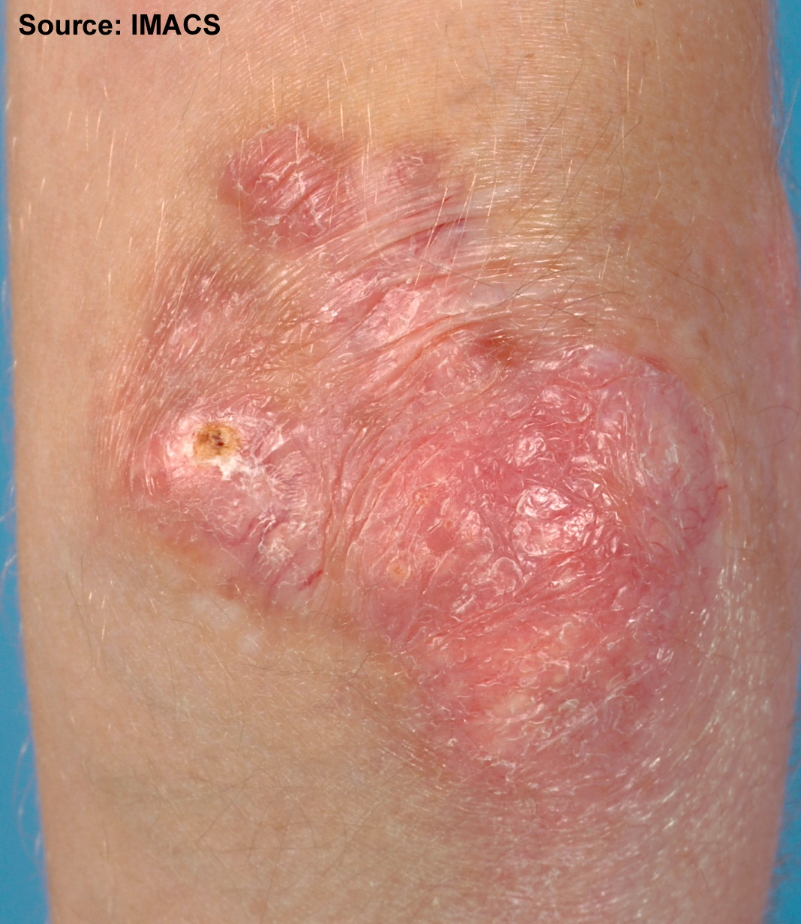
Gottron-Papeln am Ellenbogen (bei juveniler DM)
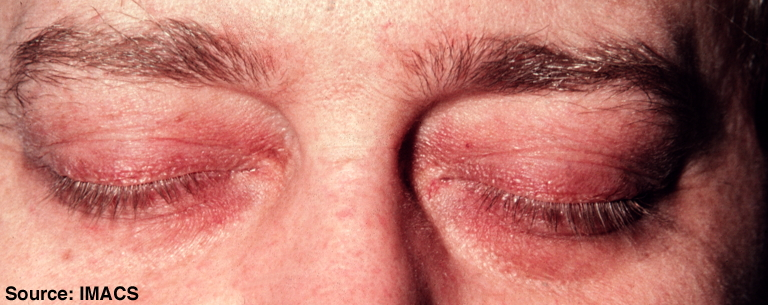
Erythem der Lider
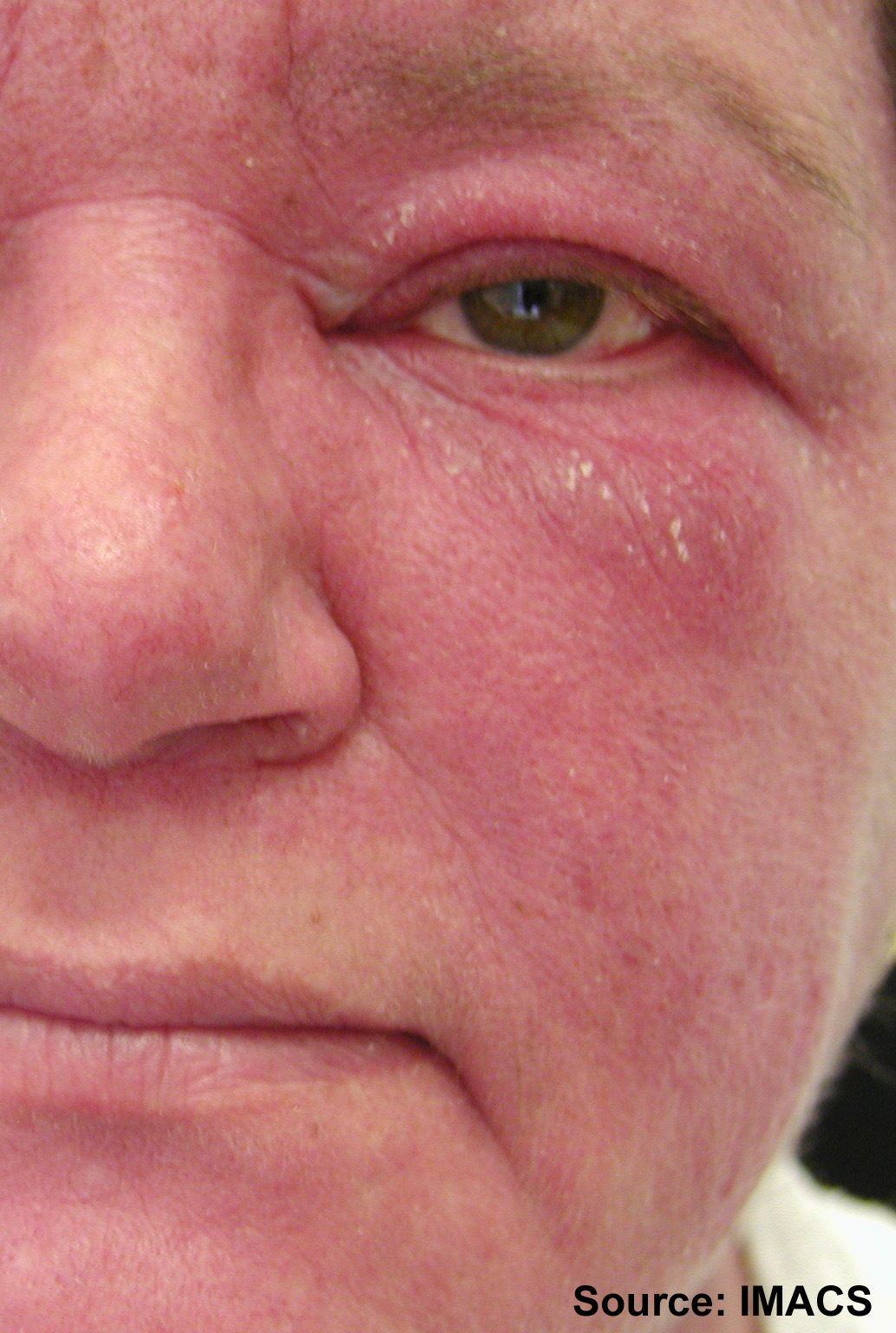
Erythem im Gesicht
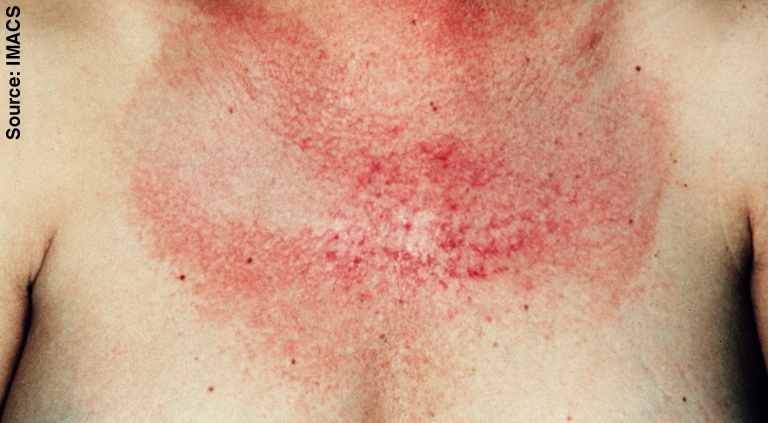
Unregelmäßiges fleckiges Erythem mit ausgeprägten Teleangiektasien

#### Diagnose
Die Diagnose wird anhand der oben beschriebenen klinischen Merkmale gestellt. Zusätzlich beweisend für DM sind erhöhte Muskelenzyme (Creatinkinase), Transaminasen und LDH. Eine Muskelbiopsie ist nur in Ausnahmefällen notwendig. Im Elektromyogramm lässt sich oft eine Myositis nachweisen.
Da die Dermatomyositis inzwischen weitgehend als autoimmune Erkrankung und Unterform der idiopathischen entzündlichen Myopathien aufgefasst wird, werden zur Diagnosesicherung Antikörper-Suchtests durchgeführt, so ist z. B. die Anti-MDA5-Dermatomyositis eine häufige Form.

#### Therapie
Die Therapie besteht in einer Immunsuppression durch
- Corticosteroide (zum Beispiel Prednisolon)
- Zytostatika (zum Beispiel Methotrexat)
- Immunsuppressiva (zum Beispiel Ciclosporin)

In schweren Fällen kann auch eine Kombination der letzten beiden gewählt werden (zum Beispiel Methotrexat und Ciclosporin) sowie in einer frühzeitigen Physiotherapie.

## Dermatomyositis bei Hunden

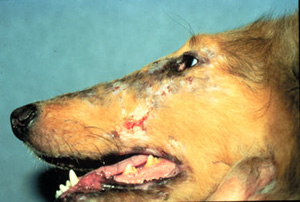
Dermatomyositis im Gesichtsbereich bei einem Collie

Bei Haushunden tritt die Dermatomyositis nahezu ausschließlich bei Welpen und Junghunden auf (Juvenile Dermatomyositis). Hauptsächlich betroffene Rassen sind Collie, mit milderem Verlauf auch Sheltie und Australian Shepherd. Als mögliche Ursache wird aufgrund der Rasseprädisposition und innerhalb dieser auch einer familiären Häufung ein genetischer Defekt, der zu einer Autoimmunkrankheit führt, vermutet. Auch die Kombination des genetischen Defekts mit Viren wird diskutiert.

### Klinik
Die Erkrankung beginnt zumeist nach dem Absetzen im Alter von 7 bis 11 Wochen. Bei milden Formen werden die Frühsymptome häufig übersehen, so dass die Erkrankung auch erst mit drei bis sechs Monaten bemerkt wird.
Die Dermatomyositis zeigt sich in Form von Hautrötung, Schuppen, Haarausfall, Bläschen, Pusteln und Krusten sowie nicht schmerzhafter Geschwüre. Diese treten vor allem im Gesicht, an der Schwanzspitze und an den Gliedmaßen im Bereich von Knochenvorsprüngen auf. Die Läsionen heilen zumeist unter Narbenbildung bis zum 8. Lebensmonat ab. Die Muskelerscheinungen treten zumeist erst im Spätstadium, ein bis zwei Monate nach den Hautsymptomen auf. Es kommt zu einer Muskelschwäche und Muskelschwund, wobei vor allem die Kaumuskulatur betroffen ist, so dass die Nahrungsaufnahme stark behindert sein und Speichelfluss auftreten kann. Auch ein Megaösophagus mit Regurgitieren kann auftreten.
Differentialdiagnostisch müssen vor allem ein Lupus erythematodes, eine Polymyositis und eine Leishmaniose ausgeschlossen werden. Auch Demodikosen, Dermatophytosen, Pyodermien und ischämische Vaskulopathien können ähnliche Symptome verursachen. Die Diagnose kann über eine histologische Untersuchung eines Bioptats und eine Elektromyographie gesichert werden.
Während leichtere Formen der Dermatomyositis von selbst ausheilen, kann bei mittleren Formen eine Therapie mit Pentofyllin erfolgen. Zudem können der Schutz vor Sonnenlicht, die Gabe ungesättigter Fettsäuren und Vitamin E sowie das Vermeiden von körperlicher Aktivität mit übermäßiger Beanspruchung der Haut unterstützend eingesetzt werden. Schwere Formen können mit einer Kombination von Prednisolon und Azathioprin angegangen werden, die Prognose ist dabei aber schlechter, vor allem wenn es zu ausgeprägtem Muskelschwund kommt. Traumata und Sonnenlicht sollten vermieden werden. Wegen der familiären Häufung wird ein Zuchtausschluss empfohlen.